# Hydraena genuvela
Hydraena genuvela (лат.) — вид жуков-водобродок рода Hydraena из подсемейства Hydraeninae. Назван genuvela по крупным поясным полям надкрылий, которые образуют щитки над «коленами» средних и задних ног.

## Распространение
Встречаются на Мадагаскаре.

## Описание
Водобродки мелкого размера (около 2 мм), удлинённой формы. Дорзум темно-коричневый, лоб темнее; ноги (кроме тазиков), пронотальный гипомерон и надкрылья светло-коричневые; брюшко и тазики темно-коричневые; максиллярные щупики светло-коричневые до буроватых, дистальная ½ последнего пальпомера не темнее. Лоб и переднеспинка плотно крупнопунктированные, наличник гораздо более мелко и редко пунктирован, чем лоб. Пунктуры переднеспинки крупнее, чем на голове, в каждой пунктуре короткая лежачая щетинка. Очень похож по размеру и габитусу на H. fortipes; отличается от него несколько более грубой и более плотной пунктировкой спины. Взрослые жуки растительноядные, личинки плотоядные.

## Классификация
Вид был впервые описан в 2017 году американским энтомологом Philip Don Perkins (Department of Entomology, Museum of Comparative Zoology, Гарвардский университет, Кембридж, США) по типовым материалам с острова Мадагаскар. Включён в состав подрода Micromadraena вместе с видами H. parvipalpis, H. fortipes, H. serripennis, H. rubridentata и H. breviceps.